# Jaakko Oskari Ikola
Jaakko Oskari Ikola, J.O. Ikola, född 14 augusti 1887 i Alahärmä, död 10 mars 1951 i Vasa, var en finländsk tidningsman och politiker.
Ikola blev filosofie kandidat 1915, deltog i finska inbördeskriget 1918, blev därefter journalist vid tidningen Vaasa, var chefredaktör 1924–1941 och därefter andre redaktör. Han blev snart känd och uppskattad för sina kåserier på österbottnisk dialekt. Kåserierna av signaturen Vaasan Jaakkoo publicerades även i bokform; åren 1921–1950 utkom sammanlagt 19 samlingar, vartill han utgav tre reseskildringar, likaså på dialekt. Han representerade Samlingspartiet i Finlands riksdag 1927–1930 samt 1939–1945. I egenskap av politiker profilerade sig bland annat som en oförsonlig motståndare till folkpensionssystemet.